# Leapfrogging
O conceito de leapfrogging (do inglês, "ultrapassar pulando etapas") foi usado originalmente no contexto das teorias de crescimento econômico e estudos sobre organização industrial e inovação com um foco específico em competição entre as empresas. Este conceito é baseado no conceito de Joseph Schumpeter sobre "tempestades de destruição criativa".
A hipótese propõe que as empresas que detém monopólios baseados em tecnologias existentes têm menos incentivo para inovar do que os rivais em potencial e, portanto, eventualmente perdem seu papel de liderança quando inovações tecnológicas radicais são adotadas por novas empresas que estão prontas para assumir os riscos. Quando as inovações eventualmente tornam-se o novo paradigma tecnológico, diz-se que ocorreu o leapfrogging, ou que a pequena empresa realizou um salto à frente das empresas que detinham o monopólio.

## Antecedentes
Grandes empresas que já dominam o seu mercado estão sempre comprometidas em dar suporte aos seus clientes já existentes, enquanto que novas empresas que se utilizam de grandes inovações tecnológicas possuem um mercado pequeno inicialmente. Para as grandes empresas, projetos voltados para necessidades explícitas dos consumidores atuais sempre serão priorizados em relação à propostas para desenvolver produtos para um mercado que ainda não existe.
A prática de investir para melhorar produtos já existentes além dos concorrentes, conhecida como inovação sustentável, é uma escolha muito mais óbvia do que investir em novas tecnologias que aparentemente não fazem muito sentido. Estas empresas não falharam por falta de conhecimento sobre novas tecnologias, mas sim por que quando uma tecnologia nova começa a fazer sentido para o consumidor e atender necessidades antes não enxergadas, geralmente é tarde para se adaptar ao novo mercado.

## O Dilema do Inovador
Essas novas tecnologias podem ser difíceis de ser reconhecidas a princípio pelas grandes empresas e mesmo que sejam, há uma certa relutância em entrar neste novo mercado, pois isto implica competir com seus produtos já existentes. Clayton M. Christensen, autor do livro, "The Innovator's Dilemma" (O Dilema do Inovador), recomenda que as grandes empresas fiquem atentas a estas inovações e invistam em pequenas empresas que adotam estas inovações, continuando a avançar com as demandas tecnológicas de seu mercado principal. A adoção desta prática vem se tornando bastante popular por grandes empresas como Google e Facebook.

## Variações
Recentemente, o conceito de leapfrogging vem também sendo utilizado no contexto de desenvolvimento sustentável em países em desenvolvimento. O desenvolvimento destes países pode ser acelerado evitando tecnologias e indústrias inferiores, menos eficientes, mais caras ou  mais poluentes, e saltando diretamente para as mais avançadas.
Propõe-se que através do leapfrogging os países em desenvolvimento podem evitar estágios de desenvolvimento prejudiciais ao ambiente e que não precisam seguir a trajetória de países industrializados poluentes.
Um exemplo frequentemente citado é o dos países que não possuem telefone e saltam diretamente para os telefones celulares, pulando o estágio de telefones fixos. Outro exemplo é o uso de etanol no Brasil, produzido a partir da cana-de-açúcar, substitui a gasolina, um derivado do petróleo, e portanto uma fonte não renovável de energia.

## Exemplos
- Em 1981, a Seagate apresentou o disco rígido Winchester de 5,25 polegadas. Até então os discos de 8 polegadas eram o padrão da indústria, pois as unidades menores eram menos eficientes, mais lentas e custam mais por megabyte. Naquela época os fabricantes de minicomputadores eram os principais compradores de discos rígidos e estes não se importam com o quanto as unidades de disco pesavam ou quanto espaço as unidades tomavam. As pessoas no mercado emergente de desktops, por outro lado, queriam unidades compactas e leves, e estavam dispostos a sacrificar a velocidade e o custo por megabyte para ter estas vantagens. Se Seagate tivesse perseguido clientes no mercado minicomputadores, teria rapidamente falido, mas começou atendendo as necessidades deste nicho. Em 1987 os discos de 5,25 polegadas evoluíram e passaram a atender a demanda no mercado de minicomputadores enquanto que as de 8 polegadas não tinham melhorado ou caído de preço tão rapidamente quanto as pequenas unidades, de modo que se tornaram obsoletas. As empresas de discos rígidos dominantes na época tentaram entrar no mercado de 5,25 polegadas mas não conseguiram competir com a Seagate.[7]

- Máquinas de escavação hidráulica (escavadeiras) foram introduzidos na década de 1940. Elas eram pequenas e fracas inicialmente, conseguiam mover apenas um quarto de metro cúbico, enquanto que as escavadeiras movidas a cabos moviam 1 a 4 metros cúbicos por vez. As escavadeiras hidráulicas eram utilizadas apenas para serviços pequenos mas eram facilmente substituídas por trabalho manual. Na década de 70 os equipamentos hidráulicos tinham evoluído a tal ponto que poderiam ser utilizados para qualquer tipo de trabalho, grande ou pequeno, superando as escavadeiras a cabo.[8]

- Na década de 60 foi desenvolvido o primeiro aparelho comercial de ultrassom. Nesta época predominavam os aparelhos de Raios X. Os aparelhos de ultrassom tinham algumas vantagens em relação aos aparelhos de Raios X, um custo de fabricação menor e não necessitava que o paciente ficasse estático, permitindo a sua aplicação em diagnósticos antes inviáveis por Raios X, como por exemplo o acompanhamento da gestação. Nenhuma das companhias fabricantes de Raios X participaram desta evolução até que adquiriram as empresas fabricantes de aparelhos de ultrassom.[9]

- Ao longo da década de 1960 a empresa Facit dominava o mercado de calculadoras mecânicas. Entretanto as calculadoras eletrônicas foram rapidamente melhorando seu desempenho e ganhando mais mercado. A Facit procurou lidar com esta ameaça firmando uma parceria com a empresa japonesa Hayakawa (Sharp). A Facit tinha os direitos de venda das calculadoras eletrônicas sob a sua marca. Em 1970, a empresa japonesa havia atingido o seu pico, com mais de 14 000 funcionários em todo o mundo, tornando instantaneamente as calculadoras mecânicas da Facit obsoletas. A tensão entre as empresas aumentou até que a parceria foi rompida. Como resultado, a Facit saiu do negócio praticamente do dia para a noite.[10]

- Na década de 70 o principal meio de comunicação à distância era o telégrafo, dominada pela empresa americana Western Union. Alexander Graham Bell, ao qual é creditada à invenção do primeiro aparelho telefônico, ofereceu a patente para a Western Union por 100 mil dólares. A oferta foi recusada pelo então presidente da companhia, alegando que o invento não passava de um brinquedo. Dois anos depois o presidente comentou à seus colegas que se conseguisse comprar a patente por 25 milhões de dólares consideraria uma barganha.[11]

- Em 1943 à Thomas John Watson, então presidente da IBM, é atribuída a seguinte frase: "Acredito que exista um mercado mundial para talvez cinco computadores".[12] Naquela época os computadores ainda eram grandes e funcionavam a partir de tubos de vácuo, sua utilização era apenas para fins científicos. Mais tarde na década de 70 com a invenção do transistor inicia-se a era dos computadores pessoais. Os dois estudantes Steve Jobs e Steve Wozniak, que mais tarde fundariam a Apple, desenvolveram o computador pessoal Apple I. Steve Jobs conta mais tarde em uma entrevista: "Então fomos à Atari e dissemos 'Ei, fizemos esta coisa incrível, inclusive construída com algumas peças suas, o que vocês acham de nos financiar? Ou podemos dá-la para vocês. Só queremos fazê-la. Pague o nosso salário, trabalharemos para vocês.' E eles disseram, 'Não', Então fomos à Hewlett-Packard e eles disseram, 'Ei, não precisamos de vocês. Vocês não terminaram a faculdade ainda.'".[13] Em 2012, o lucro da Apple foi mais que o dobro do lucro do resto das empresas na indústria de computadores combinada (Dell, Asus, Intel, Acer, IBM, Lenovo e HP).[14]

- Nos anos 90 eram predominantes os CDs e DVDs na indústria musical e cinematográfica, deixando os consumidores sem opções se não consumir o conteúdo da maneira que ele era oferecido nos caros discos óticos. A necessidade foi inicialmente preenchida pelas redes de compartilhamento de arquivos peer-to-peer e posteriormente por lojas digitais online como iTunes, Amazon, Spotify e Netflix. Esta nova alternativa eventualmente fez declinar as vendas de CDs e DVDs.[15]